# Jana Romanová
Jana Romanová (19. května 1920 Praha – 9. května 2007 Londýn) byla česká divadelní a filmová herečka.
Narodila se v Praze. Divadlo si zamilovala velmi brzy a rodiče, aby ji podpořili, jí domluvili soukromé hodiny u Rudolfa Deyla staršího. Herectví pak studovala i na Pražské konzervatoři. Od roku 1939 hrála v divadle i ve filmu profesionálně. V roce 1941 se stala členkou souboru Vinohradského divadla. K jejím nejznámějším filmovým rolím patří postava Fáberovy dcery Anči ve filmu Nebe a dudy či role Jiřiny Horníkové v komedii Muži nestárnou.
Po únorovém převratu v roce 1948 odešla do emigrace do Anglie.